# Klaus Huegel
Klaus Huegel, auch Hügel (* 30. Januar 1912 in Freiburg im Breisgau; † 2. Januar 2003 in Tettnang) war ein deutscher Jurist, Archivar und SD-Nachrichtenoffizier.

## Biografie
Huegel, Sohn des Rechtsanwalts und späteren Oberbürgermeisters der Stadt Weinheim Joseph Huegel, legte das Abitur am Realgymnasium Weinheim ab. Danach studierte er Rechtswissenschaft an den Universitäten Freiburg und Heidelberg. In Freiburg war Huegel wie sein Vater Mitglied des Corps Suevia. Das erste juristische Staatsexamen bestand er 1935 und promovierte 1937 in Heidelberg mit der Dissertation „Entspricht die Rechtsprechung auf dem Gebiete der Kraftfahrzeuggefälligkeitsfahrt den Erfordernissen der nationalsozialistischen Rechtsauffassung?“ zum Dr. jur.
Huegel trat zum 1. Mai 1933 der NSDAP (Mitgliedsnummer 3.407.445) und im selben Jahr der SS bei (SS-Nummer 111.845). Er schlug anschließend die Verwaltungslaufbahn beim SD-Leitabschnitt in Stuttgart unter Ernst Peter ein und folgte später Peter in dessen Funktion nach. Huegel wurde SD-Beauftragter für „deutschfreundliche Bewegungen“ in der Schweiz. Während des Zweiten Weltkrieges traf sich Huegel mehrmals mit Mitgliedern des Volksbundes für die Unabhängigkeit der Schweiz zu Verhandlungen, was später in der Schweiz zur Affäre Huegel führte.
Im Juni 1940 gründete sich die Nationale Bewegung der Schweiz (NBS), die sich orientiert an der NSDAP aus der Frontenbewegung und rechtsradikalen Gruppen zusammensetzte. Diese rechtsradikale Schweizer Einheitsbewegung wurde von Huegel vom Deutschen Reich aus ferngesteuert und nach dem Parteiverbot in der Schweiz ab November 1940 illegal weitergeführt. Ab Anfang August 1940 leitete Huegel den SD-Leitabschnitt Stuttgart sowie den Alemannischen Arbeitskreis als Nachfolger von Peter. Huegel gab sich bei seinen Besuchen in der Schweiz als Kulturbeauftragter des Reichsministeriums für Volksaufklärung und Propaganda und Wirtschaftsdelegierter aus und wurde erst Ende August 1942 durch die Schweizer Behörden als SD-Offizier enttarnt.
Ab März 1943 war Huegel als Beauftragter für Volkstumspolitik der Volksdeutschen Mittelstelle in Liechtenstein tätig. Ab Ende 1942 war er im Berliner Reichssicherheitshauptamt in der Abteilung VI (SD-Auslandsnachrichtendienst) unter Walter Schellenberg für den Bereich VI B 1  (Italien) zuständig. Sein Dienstvorgesetzter war hier der Gruppenleiter und SS-Obersturmbannführer Eugen Steimle für VI B (Westeuropa). Ab dem 6. März 1944 war Huegel beim Befehlshaber der Sicherheitspolizei und des SD (BdS) in Verona, SS-Oberführer Wilhelm Harster eingesetzt. Gegen Kriegsende geriet Huegel am 28. April 1945 in englische Kriegsgefangenschaft und wurde in der Internierung mehrfach vernommen. Ende der 1940er Jahre wurde er als Minderbelasteter entnazifiziert.
Mitte der 1950er Jahre  wurde Huegel durch Albert Prinzing, Volkswirt und seit 1943 Generalbevollmächtigten für die deutschen Kulturinstitute in Italien, für die Porsche-Diesel Motorenbau in Friedrichshafen rekrutiert und wurde dort Leiter des Personalwesens. Zu den anderen NS-Kadern, die durch entsprechende Netzwerke zum Unternehmen stießen, gehörten auch Franz Six oder Joachim Peiper. Danach führte er das Daimler-Benz-Museum in Stuttgart. In den 1960er Jahren wurde Huegel u. a. bei den Verfahren gegen Friedrich Boßhammer und Heinz Felfe als Zeuge vernommen, ohne das noch Ermittlungen gegen ihn aufgenommen wurden.
Huegel wurde Anfang Mai 1997 in Tettnang von dem Historiker Jürgen Schremser im Rahmen eines Forschungsvorhabens interviewt.

## Schriften
- Entspricht die Rechtsprechung auf dem Gebiete der Kraftfahrzeuggefälligkeitsfahrt den Erfordernissen der nationalsozialistischen Rechtsauffassung?, Heidelberg, Juristische Dissertation 1937 (erschienen 1938 bei Ebering in Berlin). Diese Dissertation wurde in der Sowjetischen Besatzungszone auf die Liste der auszusondernden Literatur gesetzt.[13]
- Die Abteilung Archiv-Geschichte-Museum der Daimler-Benz AG. In: Archiv und Wirtschaft 10 (1974) S. 39–46[14]